# Klyxum echinatum
Klyxum echinatum is een zachte koraalsoort uit de familie Alcyoniidae. De koraalsoort komt uit het geslacht Klyxum. Klyxum echinatum werd in 1970 voor het eerst wetenschappelijk beschreven door Tixier-Durivault. 